# Pieter Stevens (kunstverzamelaar)

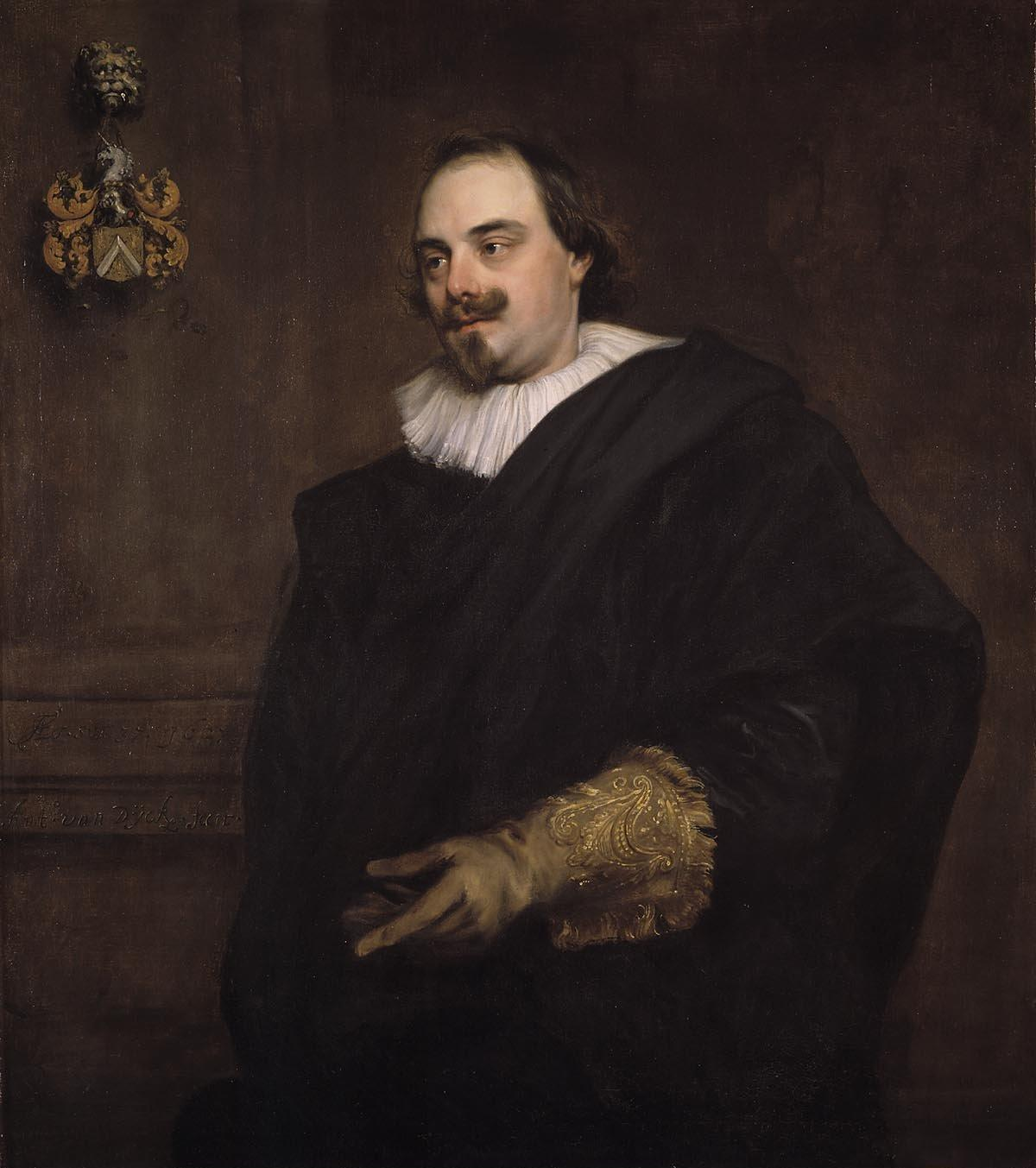
Portret van Stevens door Antoon van Dyck (1627)

Pieter of Peeter Stevens (ca. 1590 - 1668) was een Antwerps lakenkoopman en kunstverzamelaar. De documentatie die hij naliet is van belang voor kunsthistorici.

## Leven
De vader van Stevens had fortuin gemaakt in de lakenhandel en was kunst beginnen verzamelen. Zoon Pieter, vooral geboeid door dat laatste, ging letteren studeren en bekwaamde zich in het atelier van Otto van Veen in het schilderen. Werk van zijn hand is echter niet overgeleverd. Hij ontpopte hij zich tot de leidende Antwerpse verzamelaar van zijn tijd en bouwde in het spoor van zijn vriend en stadsgenoot Cornelis van der Geest een eigen kunstkamer uit. Weldra stond hij aan de spits van de trend bij rijke kooplieden om kunst te verzamelen als statussymbool. Daarnaast was hij ook vele jaren aalmoezenier van de stad.

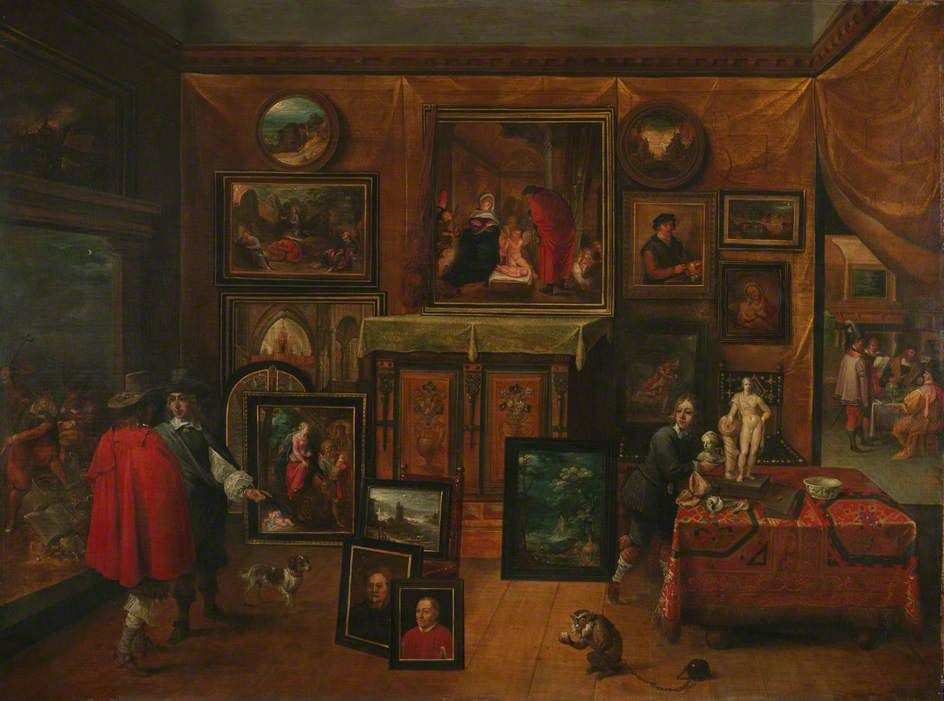
Dit Interieur van een kunstkamer is begonnen door Frans Francken II en later afgewerkt door David Teniers II. Uit de afgebeelde werken is afgeleid dat de kunstkamer die van Stevens was, al is de ruimte zelf daarom niet waarheidsgetrouw weergegeven.

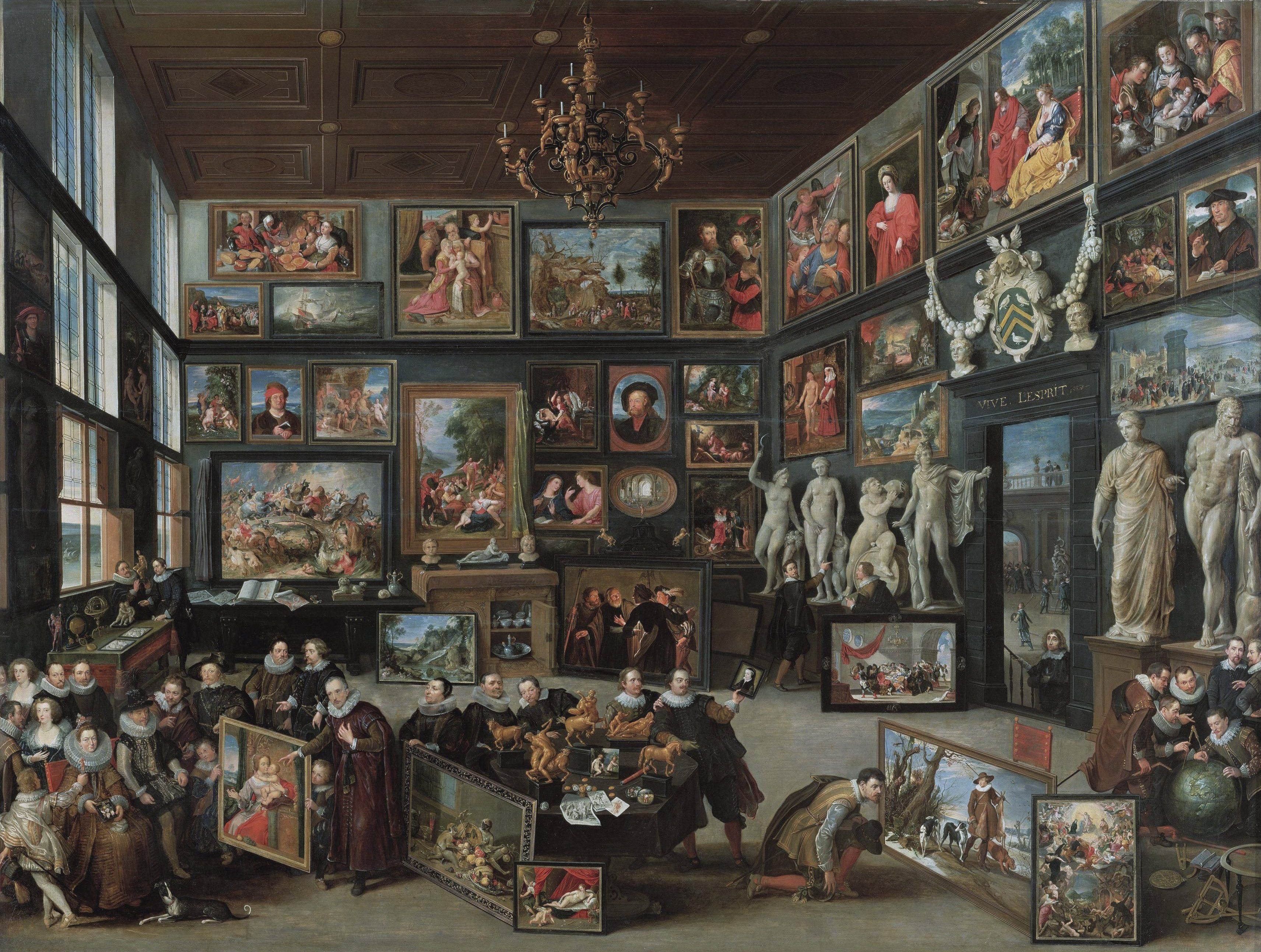
Op De kunstkamer van Cornelis van der Geest (1628) is Stevens door Willem van Haecht weergegeven onder de geportretteerden.

In de vroege 17e eeuw waren Rubens en Van Dyck de toonaangevende kunstenaars in Antwerpen. Stevens was met hen bevriend en liet de laatste in 1627 zijn portret schilderen. Het volgende jaar trouwde hij en maakte Van Dyck ook het portret van zijn vrouw Anna. Nog in 1628 nam Willem van Haecht hem op in het beroemde groepsportret in de kunstkamer van Cornelis van der Geest.
Een geliefd bezit van Stevens was zijn exemplaar van het Schilder-boeck uit 1618, dat bewaard is. Vanaf 1625-26 maakte hij daarin druk annotaties. Bij talloze schilderijen die Van Mander vermeldde, schreef hij in de marge waar ze zich in zijn tijd bevonden. Ook nam hij er de monogrammen en signaturen van kunstenaars in over.
Na de dood van Van der Geest in 1638 verwierf Stevens een substantieel deel van diens collectie, waaronder Van Eycks Badende vrouw. Hij had een bijzondere interesse voor Vlaamse meesters uit de 15e en 16e eeuw, wat hem niet verhinderde ook werk van de hand te doen. In 1648 verkocht hij drie schilderijen aan landvoogd Leopold Willem van Oostenrijk, waaronder Van Eycks Portret van kardinaal Albergati.
Stevens droeg er ook toe bij dat op korte tijd twee monografieën verschenen over Quinten Massijs, een kunstenaar die hij bewonderde en verzamelde. Dergelijke publicaties waren in die tijd uitzonderlijk. Stevens werd geroemd als de Phoenix van alle Kunst-minnende Liefhebbers. In die jaren zou hij in zijn eigen kunstkamer zijn afgebeeld door Frans Francken II en David II Teniers in een werk dat te zien is in het Courtauld Institute of Art.
Zijn collectie werd in 1664 het frayste kaebient dat hier te sien is genoemd. Vier jaar later stierf hij en werd een catalogus in het Frans opgemaakt die over heel Europa werd rondgestuurd. Ook dit is een belangrijke bron van informatie voor kunsthistorici. Uit de catalogus blijkt dat Stevens werk bezat van Jan van Eyck, Hans Holbein, Quinten Massijs, Jheronimus Bosch, Bruegel (11 stuks), Jan van Wechelen (10 stuks), Rubens, Antoon van Dyck, Frans Hals, Lucas van Valckenborch en vele anderen.

## Publicatie
- Catalogue des raretez très renomées de feu Sr. Pierre Stevens en son vivant aumônier de la ville d'Anvers lesquelles on vendra le 13. du mois d'Aoust & jours suivants de cette année 1668, en la maison mortuaire, située dans la rue vulgairement nomee la Korte-gasthuys-straet en ladite ville d'Anvers, Antwerpen: Marcelis Parijs, [1668]